# セレスティーノ・ウジュエリ
セレスティーノ・ウジュエリ（Celestino Usuelli、1877年4月8日 - 1926年4月6日）はイタリアの航空のパイオニアである。1906年、カルロ・クレスピ(Carlo Crespi)とともに気球で初めてアルプス越えを行った。

## 人物・来歴
ミラノに生まれた。1906年11月11日に「ミラノ」号と名付けた気球でクレスピとともにミラノからフランスのエクス＝レ＝バンまでの360kmを4時間あまりで飛行して、アルプス越えを行った。同時期に1808年から1910年までのゴードン・ベネット・カップなどの気球レースに参加した。1907年7月5日には気球で5,700mの高度に達した。その後は飛行船の開発に専念した。
有名な飛行船には1914年に作られた訓練用のU3や、対潜用のU4などがあるが飛行船の設計者としては気球乗りとしてほどは成功しなかった。UシリーズのU1とU2は係留中に嵐にさらわれ、U3は第一次世界大戦が始まる前に退役し、U4も試験飛行のみに使われ、作戦に使われることはなかった。U5は1918年5月2日、カステッリーナ・マリッティマで墜落し、5人の乗組員が死亡した。この事故の後、ウジュエリはそれ以後航空機の設計をやめた。